# Tu nun saje fingere
Tu nun saje fingere è il terzo album in studio del cantante italiano Mauro Nardi, pubblicato nel 1981.

## Tracce
1. La canzone
2. In nome dell'amore
3. Doce e amaro
4. Desiderio 'e te
5. Tu nun saje fingere
6. Radio lupara
7. Fatte vedé
8. Malautunno
9. L'ammore nuosto
10. Che si